# Concilio di Tarragona
Il Concilio di Tarragona (Concilium Tarraconense) è un sinodo locale che si è tenuto a Tarragona, in Spagna, il 6 novembre 516, con la partecipazione di dieci vescovi presieduti dal vescovo di Tarragona Giovanni.

## Contenuto
I tredici canoni promulgati dal concilio riguardano vari temi, per esempio ai chierici (presbiteri e diaconi) è vietata la pratica dell'usura ed è imposta la recita quotidiana del salterio e della cerimonia domenicale e vieta ai monaci di svolgere funzioni dei chierici.

## Elenco dei partecipanti
Al concilio presero parte 10 vescovi, di cui 8 della provincia ecclesiastica di Tarragona, più i vescovi di Saragozza e di Cartagena. Questo è l'elenco delle sottoscrizioni, secondo l'ordine riportato negli atti pubblicati da Giovanni Domenico Mansi:
- Giovanni di Tarragona
- Paolo di Empúries
- Ettore di Cartagena
- Frontiniano di Gerona
- Agrizio di Barcellona
- Orso di Tortosa
- Oronzo di Illiberi o di Lleida[3]
- Vincenzo di Saragozza
- Cinidio di Ausona
- Nebridio di Egara